# Carlo Antonio Tantardini

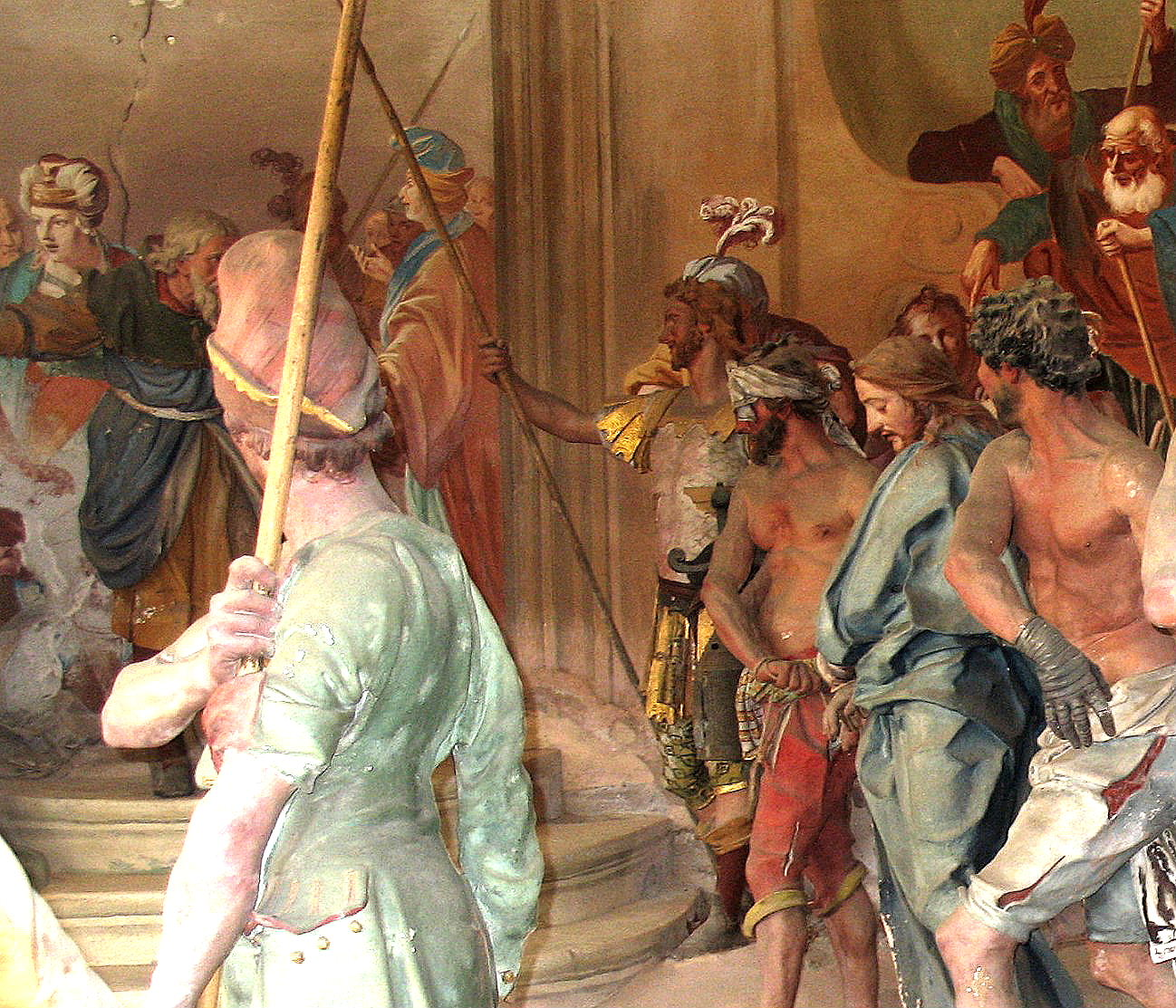
Estatua de Antonio Tantardini di Valsassina en Sacro Monte di Varallo.

Carlo Antonio Tantardini (Introbio, 1677 - Roma, 1748) fue un escultor italiano, también conocido como Antonio Tantardini di Valsassina.
A finales de su carrera fue activo al Sacro Monte di Varallo, en Valsesia, donde creó entre 1742 y 1743 las esculturas de la Capilla XXIV, dedicada a la representación del juicio de Jesucristo ante el tribunal de Anás.
Fue activo en otras áreas de Piemonte y sus obras se utilizaron en la iglesia dedicada a Santa Teresa de Jesús, en la Porta Marmorea de Turín (estatua de la capilla de la Sagrada Familia).

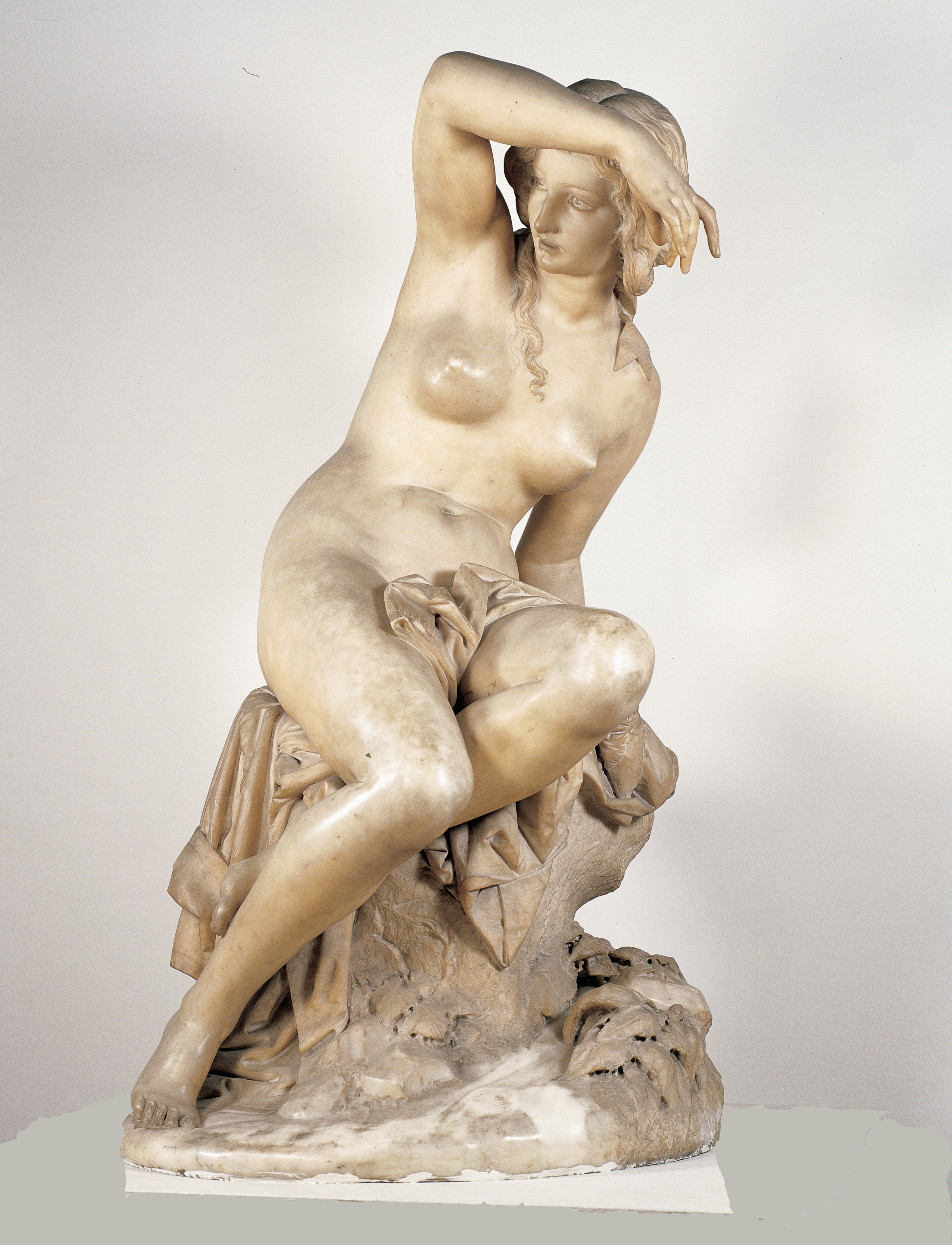
Bagnante seduta.